# ʻAtā
Pour les articles homonymes, voir Ata.
Ne doit pas être confondu avec ʻAta, autre île au sud des Tonga.
'Atā est une petite île des Tonga, dans le groupe de Tongatapu. Elle est utilisée depuis 2001 comme une prison à ciel ouvert pour les criminels tongiens, en particulier les jeunes. En 2002, il y avait sept prisonniers sur l'île. Ils cultivaient des ignames, des noix de coco, du manioc et des bananes pour payer leurs dépenses.